# Noalhac (Losera)
Noalhac és un municipi francès, situat al departament del Losera i a la regió d'Occitània.